# Rosnička italská
Rosnička italská (Hyla intermedia) je druh malé žáby z čeledi rosničkovitých, vyskytující se v Itálii, Slovinsku a Švýcarsku. Obývá lesy či prostředí u řek, rybníků a jiných vodních ploch.

## Popis
Rosnička italská je svým zbarvením velmi podobná mj. i v Česku se vyskytující rosničce zelené a dříve byla považována za její poddruh. Dorůstá délky 4 až 5 centimetrů, přičemž samičky jsou obvykle větší než samci.
Kůže na zádech je hladká a jasně zelená. Barva břišní strany je bělavá a jasně oddělená od zelené hřbetní části béžovou čárou. Od očí k pažním jamkám se táhne z každé strany černý pruh. Samička má bílé hrdlo, u samečka je zlatohnědé s nafukovacím vakem. Zadní nohy jsou delší než přední, a prsty na všech končetinách jsou zakončeny přilnavými terčíky.

## Výskyt a rozšíření
Rosnička italská je rozšířená na pevninské části Itálie a Sicílie, v jižním Švýcarsku a v malé oblasti západního Slovinska poblíž italských hranic.
Vyskytuje se v nížinných lesích, horských údolích a různých mokrých prostředích, například rákosištích, případně i v uměle upravených vodních plochách, jako jsou rýžová pole. Horní hranice výskytu je tvořena nadmořskou výškou minimálně 1855 m. V období páření vyhledává stojaté vody.

## Chování

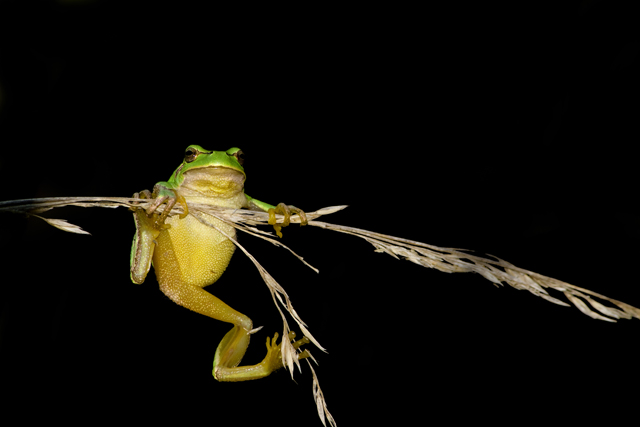
Rosnička italská

Rosnička italská je schopná šplhat po keřích a stromech. Krajinou se pohybuje mimo jiné i pomocí člověkem vytvořených útvarů, jako jsou živé ploty, příkopy a umělé kanály.
Živí se malými bezobratlými živočichy, jako jsou mouchy, komáři a muchničky. V době páření si samci vytváří teritoria poblíž rybníků, mokřadů či jiných vodních ploch a upozorňují na sebe skřehotáním. Každé zaskřehotání sestává ze série 6 až 10 pulsů, které začínají tiše a postupně nabírají na intenzitě. Frekvence pulsů se u různých samců liší. Zdá se, že samičky si při výběru partnera všímají různých znaků jednotlivých vábících hlasů. Někteří samci však partnerky aktivně nepřivolávají a místo toho volí jistou formu parazitismu, kdy číhají poblíž skřehotajících druhů a pokouší se zmocnit jimi přivábené samičky.

## Stupeň ohrožení
Mezinárodní svaz ochrany přírody eviduje rosničku italskou v kategorii LC, tj. jako málo dotčený druh. Tento druh rosničky je totiž na území Itálie poměrně běžný a jeho populace se zdá stabilní, i když byl zaznamenán určitý pokles v některých alpských údolích. Ačkoliv v budoucnosti může být ohrožen ztrátou svého přirozeného prostředí vlivem urbanizace a znečištěním vod (zejména agrochemikáliemi), v současné době žádným vážným hrozbám nečelí.